# 1904 Massevitch
1904 Massevitch је астероид главног астероидног појаса. Приближан пречник астероида је 18,19 km,
а средња удаљеност астероида од Сунца износи 2,745 астрономских јединица (АЈ).
Инклинација (нагиб) орбите у односу на раван еклиптике је 12,825 степени, а орбитални период износи 1661,809 дана (4,549 године). Ексцентрицитет орбите астероида износи 0,075.
Апсолутна магнитуда астероида износи 11,30 а геометријски албедо 0,161.
Астероид је откривен 9. маја 1972. године.